# 지파라주

지파라주

지파라주(아랍어: الجفارة)는 리비아 북서부에 위치한 주로, 주도는 아지지야이며 면적은 1,940km2, 인구는 451,175명(2006년 기준)이다. 북쪽으로는 지중해, 북동쪽으로는 타라불루스주, 남쪽으로는 자발알가르비주, 서쪽으로는 자위야주와 인접해 있다.